# Сталевий стрибок
«Сталевий стрибок» (швед. Stålsprånget) — науково-фантастичний роман у жанрі антиутопії шведського письменника Пера Валее. Уперше роман опублікований у стокгольмському видавництві «Norstedt» в 1968 році. Роман входить до дилогії про комісара поліції Єнсена, події у якій розгортаються у неназваній скандинавській країні (найбільш подібною на Швецію, хоча прізвища в романах більше нагадують данські або норвезькі). У романі на фоні фантастичного сюжету — втрати державним апаратом керування в країні внаслідок помилки в алгоритмі управління країною на фоні посилення протестних настроїв у суспільстві та виникненням епідемії загадкової хвороби — письменник критикує тогочасне шведське суспільство. На останніх сторінках роману Пер Валее прямо заявляє про свої симпатії соціалістичному ладу, що випливає із політичних переконань самого автора. Проте зі сторінок роману та критичних статей про роман випливє, що подібна ситуація може виникнути у будь-якому суспільстві, яке хоче встановити тотальний контроль своїх громадян.

## Сюжет роману
Роман розпочинається із того, що комісар поліцейської дільниці № 16 столиці однієї із скандинавських країн Єнсен збирається виїхати для лікування в одну з країн Південної Європи. Згідно опису, комісар має якусь точно не названу хворобу печінки, можливим способом лікування якої, за припущенням знайомих йому поліцейських лікарів, може бути трансплантація печінки. Саме перед відбуттям з країни Єнсен отримує конверт із письмовим наказом дій при введенні надзвичайного стану в країні під кодовою назвою «Сталевий стрибок». У наказі написано негайно арештувати 43 особи, які проживають на території дільниці. Усі вони є лікарями, і до їх числа входить навіть поліцейський лікар цієї дільниці. Комісар передає виконання наказу особі, яка буде його заступати, та відбуває з місця роботи. По дорозі в аеропорт він бачить демонстрацію противників уряду, яку охороняють поліцейські. Після прибуття в аеропорт Єнсен відлітає до місця свого лікування. Операція проходить успішно, і комісар поступово стає бадьорішим, і за деякий час отримує телеграму із текстом «Негайно повертайтесь додому». Саму телеграму комісару передав співробітник міністерства закордонних справ країни тимчасового перебування Єнсена, який повідомив йому, що зв'язок із його батьківщиною втрачено з невідомих причин, а її посольство покинули всі співробітники. Комісар прибуває до сусідньої країни, де його зустрічають члени уряду, в тому числі кандидат на посаду прем'єр-міністра від правлячої коаліції, а до того міністр внутрішніх справ, та один із провідних та перспективних членів уряду, який займав пост міністра освіти. Члени уряду повідомляють Єнсену, що в країні за час його відсутності розпочались зіткнення між політичними угрупуваннями за участі армії та поліції, більшість членів уряду та регент, вибори до парламенту довелось відкласти, а пізніше в країні ще й розпочалась епідемія невідомого захворювання. За деякий час епідемію, зі слів представників новостворених владних структур, вдалося приборкати, проте одночасно закрито всі шляхи сполучення з країною. Частина людей, які виїхали з країни раніше, померли від невідомого захворювання, прикордонні застави покинуті, а кілька військовий літаків розбились на території сусідніх країн. Члени уряду остерігаються повертатися на батьківщину, та доручають Єнсену дізнатись, що відбувається у країні. Той приймає пропозицію.
На спеціально найнятому військовому вертольоті Єнсен прилітає до столиці країни, та виходить із вертольота на місці центрального аеропорту. На місці посадки він відразу бачить сліди руйнувань будівель, покинуті та поламані машини і літаки. До аеропорту приїжджає машина швидкої допомоги, яка почула приземлення літака, проте Єнсен вирішив сховатись від медиків, хоча він почув їх розмову, в якій вони запитують один одного, коли їх будуть переливати кров. Комісар знаходить цілу та покинуту поліцейську машину, та вирішує поїхати до себе додому. Удома він вирішує перечитати залишені поліцейськими щоденники патрулювань у машинах. У них описано, що поліцейські протягом останніх місяців спостерігають різке зменшення кількості спиртних напоїв, що помітно по зменшенню кількості притягнених до відповідальності за вживання спиртних напоїв (на той час у країні заборонено вживання спиртних напоїв навіть удома), проте помітно зростання соціальної напруженості, і поліцейські постійно конфліктують із демонстрантами на вулицях. Апогей напруженості спостерігається 2 листопада, коли поліцейські признаються із гордістю про надмірне застосування сили до мітингуючих. Пізніше з'являються записи про початок епідемії, коли всіх поліцейських перекинули на допомогу медикам. Пізніше повідомляється, що всім донорам необхідно негайно з'явитись до лікарень, а здоровим особам заборонено покидати власне помешкання. Усе керівництво перебрали на себе місцеві головні лікарі, яким підпорядковані поліція та армія. Далі поліцейський комісар вирішує обстежити найближчі квартири, проте люди, які там залишились, ховаються від нього. Після цього Єнсен вирішує поїхати до своєї поліцейської дільниці. По дорозі його спробували затримати медики із машини швидкої допомоги, які безапеляційно заявили, що Єнсен хворий, і що він порушив заборону виходити на вулицю, проте комісару вдалось втекти від них на машині. Після цього за деякий час Єнсену довелось змінити маршрут, та їхати через пустир. По дорозі він затримує хлопчика, який краде їжу з покинутого продуктового магазину. Комісар поліції відводить хлопчика до батьків. Батьки хлопчика розповідають, що в країні розпочалась епідемія невідомого захворювання, померло багато людей, а всі донори, яких викликали до лікарень, не повернулись із них. Більшість людей покинули своє житло, а за деякий час невідомі особи вивезли у невідомому напрямку більшість дітей до 12 років. Після цього медики разом з військовими проводили перевірки квартир із метою евакуації решти населення. Самі ж члени цієї родини вирішили сховатися від евакуації, оскільки чули, що всі, хто потрапив до лікарень, навіть донори, заразились там і померли від невідомої хвороби. Далі Єнсен продовжує свій шлях до своєї поліцейської дільниці через покинуте місто. Після прибуття на дільницю він бачить свою службову машину на стоянці із ключем у замку запалювання. У своєму кабінеті він знаходить записи свого тимчасового наступника, опис якого підтверджує опис подій поліцейськими аеропорту, лише в ньому він висловлює радість із того, що поліції дозволено було застосовувати силу до демонстрантів. Проте надалі розпочинається епідемія, і наступник Єнсена помирає, після чого кілька днів ніхто не веде записи в щоденнику. Після прочитання щоденнику комісар оглядає будівлю дільниці, та виявляє у камерах затримання мертву жінку і живого чоловіка-алкоголіка. Чоловік повідомляє комісару, що привезли на дільницю разом із цією жінкою, яку також звинувачували в алкоголізмі, проте вона не була п'яною, а на його думку, мала якийсь психічний розлад. Після цього на дільницю прибуває її поліцейський лікар, який дякує Єнсену за те, що він попередив свого наступника про необхідність арешту лікаря, оскільки він зумів підслухати це через двері, та втекти з дільниці. Із собою він привозить хворого друга, якому просить надати домомогу на час, коли лікар відлучиться із дільниці. Виявляється, що цій особі зробили ампутацію обох ніг. З його розповіді комісар дізнається, що цей чоловік працював соціологом, був другом лікаря поліцейської дільниці, й вони разом були членами опозиційного соціалістичного гуртка. Разом з іншими однодумцями вони брали участь у підготовці опозиційних мітингів. Поступово чоловік помічав зміни у поведінці простих людей: якщо спочатку більшість простих громадян не помічали демонстрантів, то в подальшому вони все більше почали виявляти до них агресію. Одночасно були проведені арешти лікарів та студентів-медиків, які підтримували опозицію, які після цього зникли безвісти. Чоловік почав виявляти зміни в поведінці й своїх однодумців, особливо дружини іншого свого товариша, яка навіть спробувала домагатися статевого зв'язку із товаришем свого чоловіка. Далі за домовленістю із владою відбулась велика демонстрація опозиції 2 листопада, проте під час її проведення армія і поліція разом із проурядово настроєними громадянами напали на демонстрантів, при чому загинуло багато людей. Після цієї демонстрації за короткий час розпочалась епідемія невідомого захворювання, причому захворіла й дружина товариша оповідача. Симптомами хвороби були постійне відчуття жару, аж до бажання скинути із себе весь одяг, задишка та галюцинації у вигляді червоного туману. Оповідач отримав завдання відвезти хвору до лікарні, проте по дорозі його повідомили, що він також заразився цією хворобою, тому його необхідно госпіталізувати. Жінка померла в машині швидкої допомоги, а оповідача відвезли до лікарні, де йому з невідомих причин ампутували обидві ноги. Після цього його знайшов у лікарні поліцейський лікар дільниці, який і відвіз його на дільницю. Поліцейський лікар, який повертається на дільницю, повідомляє Єнсена, що цей чоловік говорить правду, проте деякі факти він розуміє по-своєму, як бачив, тому його розповідь не є зовсім об'єктивною. Зі слів лікаря, під час демонстрації загинуло не так багато опозиціонерів, більшість з яких зуміли покинути місто, та організувати в навколишніх лісах групи опору. Причиною появи захворювання, на думку лікаря, була таємна урядова операція під назвою «Сталевий стрибок». Для пояснення причин виникнення епідемії та подальшого хаосу в країні підпільникам вдалось заманити до країни міністра освіти — одного із тих членів уряду, які послали Єнсена для розслідування причин епідемії та хаосу в країні. Із пояснень члена уряду стає зрозумілим, що причиною епідемії є речовина, яку розробили вчені країни для боротьби із загальною соціальною апатією, оскільки вона у незначних кількостях значно покращувала самопочуття і підвищувала працездатність. Побічними ефектами речовини було значне підвищення статевого потягу, а також підвищення агресивності. Для масовості застосування речовину вирішили додати до клею на поштових марках, які додали до бланків опитування, які розіслали всім громадянам поштою. Пізніше виявилось, що надалі потрапляння речовини в організм спричинює зміни в аналізі крові, які схожі на зміни при лейкозі. У подальшому в хворих спостерігаються швидка втомлюваність, нудота, запаморочення, пізніше з'являються постійний головний біль, клаустрофобія, задишка, навколишні предмети забарвлюються в червоний колір. після чого настає втрата свідомості і смерть. Під час епідемії фактичну владу захопила група лікарів, які до цього підтримували уряд та заразились хворобою самі, які забарикадувалися в центральній міській лікарні, і для підтримки свого життя арештовували донорів, з яких викачували кров для підтримки власного життя, хоча цей захід допомагав їм лише на короткий час. Після розповіді міністра поліцейський лікар повідомив Єнсена, що влада в країні поступово переходить до колишніх підпільних груп опозиції, які зуміли організуватися для опору реакції, та навіть вивезти з міста дітей. На питання Єнсена, чи вони хочуть побудувати в країні соціалізм лікар відповідає ствердно, проте підтверджує, що це буде нелегко.

## Переклади
Українською мовою роман «Сталевий стрибок» не перекладався. Роман перекладений англійською, російською та італійською мовами.